# Institut für Film und Bild in Wissenschaft und Unterricht
Das Institut für Film und Bild in Wissenschaft und Unterricht (FWU) gGmbH mit Sitz in Grünwald ist das Medieninstitut der Länder der Bundesrepublik Deutschland. Gegründet wurde es 1950, Vorläuferorganisationen hatte es bereits in der Zeit des Nationalsozialismus und in den Besatzungszonen kurz nach dem Ende des Zweiten Weltkrieges gegeben. Das FWU unterstützt durch Medienproduktion, ‑distribution und ‑standardisierung sowie Dienstleistungs-, Beratungsprojekte und Fortbildungsangebote den Medieneinsatz im Unterricht.

## Arbeit

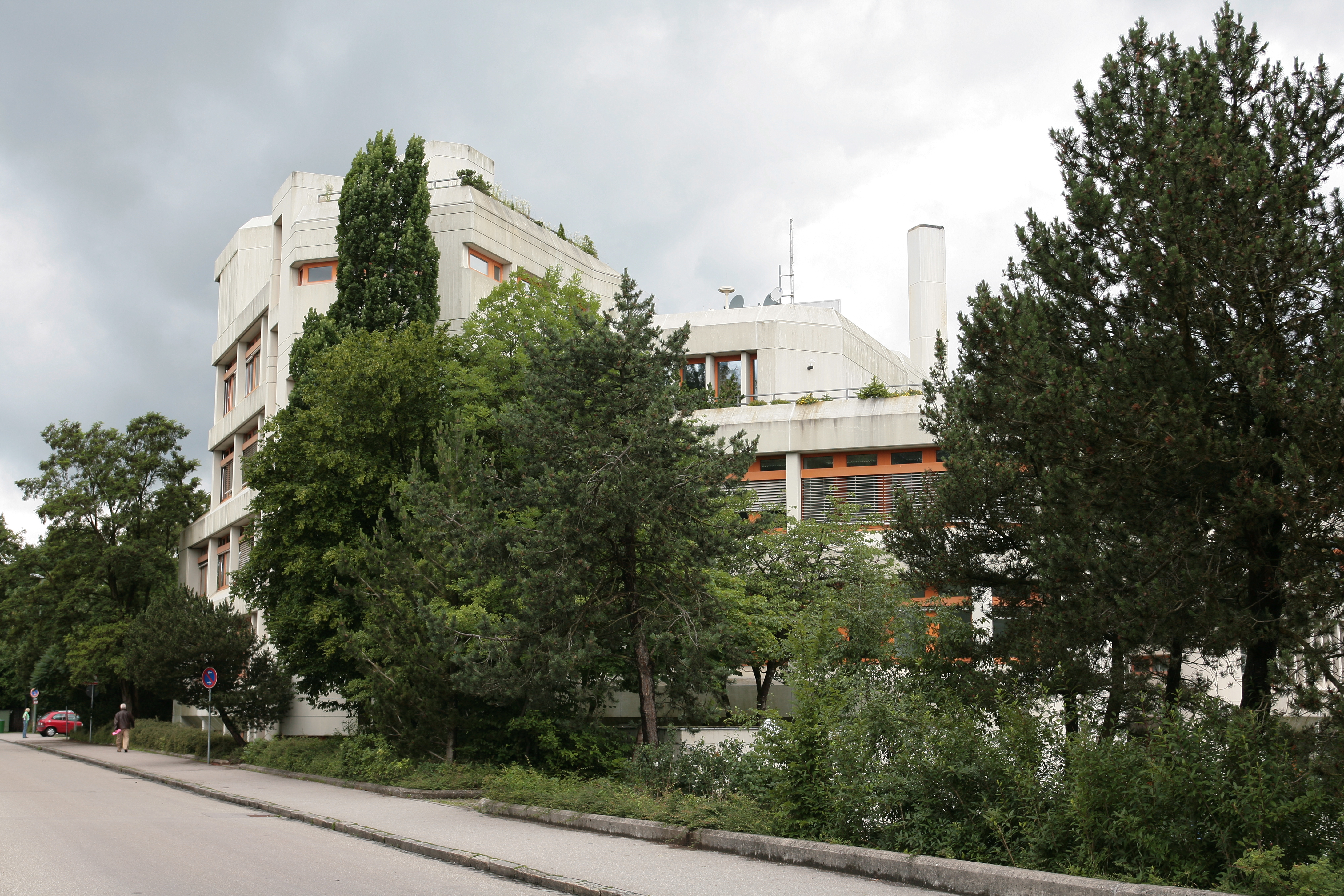
Das Gebäude des FWU in Grünwald

Die gemeinnützige Gesellschaft hat laut ihrem Gesellschaftervertrag die Aufgabe, „audiovisuelle Medien herzustellen und deren Verwendung als Lehr- und Lernmittel in Bildung, Erziehung und Wissenschaft zu fördern und damit der Allgemeinheit zu dienen. Dazu gehört auch die Beratung bei der Entwicklung und Beschaffung geeigneter Geräte.“ Unter Berücksichtigung der Lehrpläne der einzelnen Bundesländer produziert das FWU Medien für alle Bereiche schulischer und außerschulischer Bildung und gilt als der führende Produzent von Medien für den Einsatz in deutschen Schulen. Das FWU liefert auch ausführliches Begleitmaterial zu seinen Produktionen, das den Unterricht unterstützt. Pro Jahr werden etwa 65 neue Titel konzipiert und herausgegeben, die zunehmend als Online-Medien genutzt werden und damit die DVD-Videos ersetzen. Schulen und Bildungseinrichtungen können die Medien beim FWU kaufen oder bei den Landes-, Kreis- und Stadtbildstellen / Medienzentren ausleihen. Die FWU-Mediathek ermöglicht es Schulen, Lehrkräften und Schülern, das gesamte Medienangebot des FWU online zu nutzen.
In der DDR gab es eine ähnliche Einrichtung mit dem Namen Institut für Film, Bild und Ton (IFBT).

## Geschichte
26. Juni 1934
- Der damalige Kultusminister Bernhard Rust gründet in Berlin die Reichsstelle für den Unterrichtsfilm (RfdU).

1938
- Mit einer Bildreihe zu Paul von Hindenburg wird 1938 die erste von insgesamt 55 sogenannten „Schul-Kernreihen für allgemein bildende Schulen“ herausgegeben, die der Verbreitung nationalsozialistischer Themen dienen.
- Die RfdU startet die Zeitschrift Film und Bild in Wissenschaft, Erziehung und Volksbildung.

1939
- Es gibt 23 Landesbildstellen und ca. 800 Kreis- und Stadtbildstellen.

1940
- Die RfdU wird umbenannt in Reichsanstalt für Film und Bild in Wissenschaft und Unterricht (RWU).

1944
- Bis 1944 werden von der RfdU/RWU insgesamt 876 Filme produziert und ca. 830.000 Kopien ausgeliefert.

Dezember 1945
- In München (amerikanische Zone) wird das Institut für den Unterrichtsfilm in München (IfdU) gegründet und in Hamburg (britische Zone) das Institut für den Unterrichtsfilm. Hauptaufgabe der Zonen-Institute ist zunächst, entsprechend den Bestimmungen des Potsdamer Abkommens, die Medien und das schriftliche Begleitmaterial von „nazistischen und militärischen Lehren“ zu säubern.

1950
- Am 6. März 1950 wird in München die Gründungsurkunde für das Institut für Film und Bild in Wissenschaft und Unterricht (FWU) als gemeinnützige GmbH mit Sitz in München unterzeichnet. Die Aufgaben des Instituts werden im Gesellschaftsvertrag folgendermaßen definiert:„Die Verwendung von Film, Lichtbild und Tonträger in der Wissenschaft und als Lehr- und Lernmittel für alle Schulen, die freie Volksbildung und die Jugendpflege zu fördern und damit der Allgemeinbildung zu dienen. Zu diesem Zweck kann die Gesellschaft alle für Wissenschaft und Schulen, Bildung und Erziehung geeigneten optischen und akustischen Lehr- und Lernmittel, insbesondere Filme, Filmkopien, Lichtbildreihen, Tonträger, Aufnahme-, Vorführ- und Wiedergabegeräte nebst Zubehör herstellen, beschaffen und vermitteln, die Entwicklung solcher Geräte fördern und an der Entwicklung und Beschaffung solcher Geräte mitarbeiten.“
- Am 1. August 1950 nimmt das FWU mit 84 Mitarbeitern seine Tätigkeit auf.
- Neben den bewährten Medien 16-mm-Stummfilm (s/w), Bildreihe und Schallplatte werden auch Tonfilm und Tonband als Informationsträger genutzt.

1952
- Als erste FWU-Produktion wird der Film „Quick, das Eichhörnchen“ von Heinz Sielmann mit dem Bundesfilmpreis ausgezeichnet.[2]

1956
- Der erste 16-mm-Farbtonfilm „Wiesensommer“ wird in Cannes auf den X. Internationalen Filmfestspielen als bester Kulturkurzfilm ausgezeichnet.

1958
- Bernhard Wicki produziert für das FWU „Warum sind sie gegen uns?“, ein Spielfilm als Diskussionsanregung zu zeitgemäßen Jugendproblemen. Der Film erhält u. a. die Bundesfilmpreise für die beste Regie und die beste Kamera.

1960

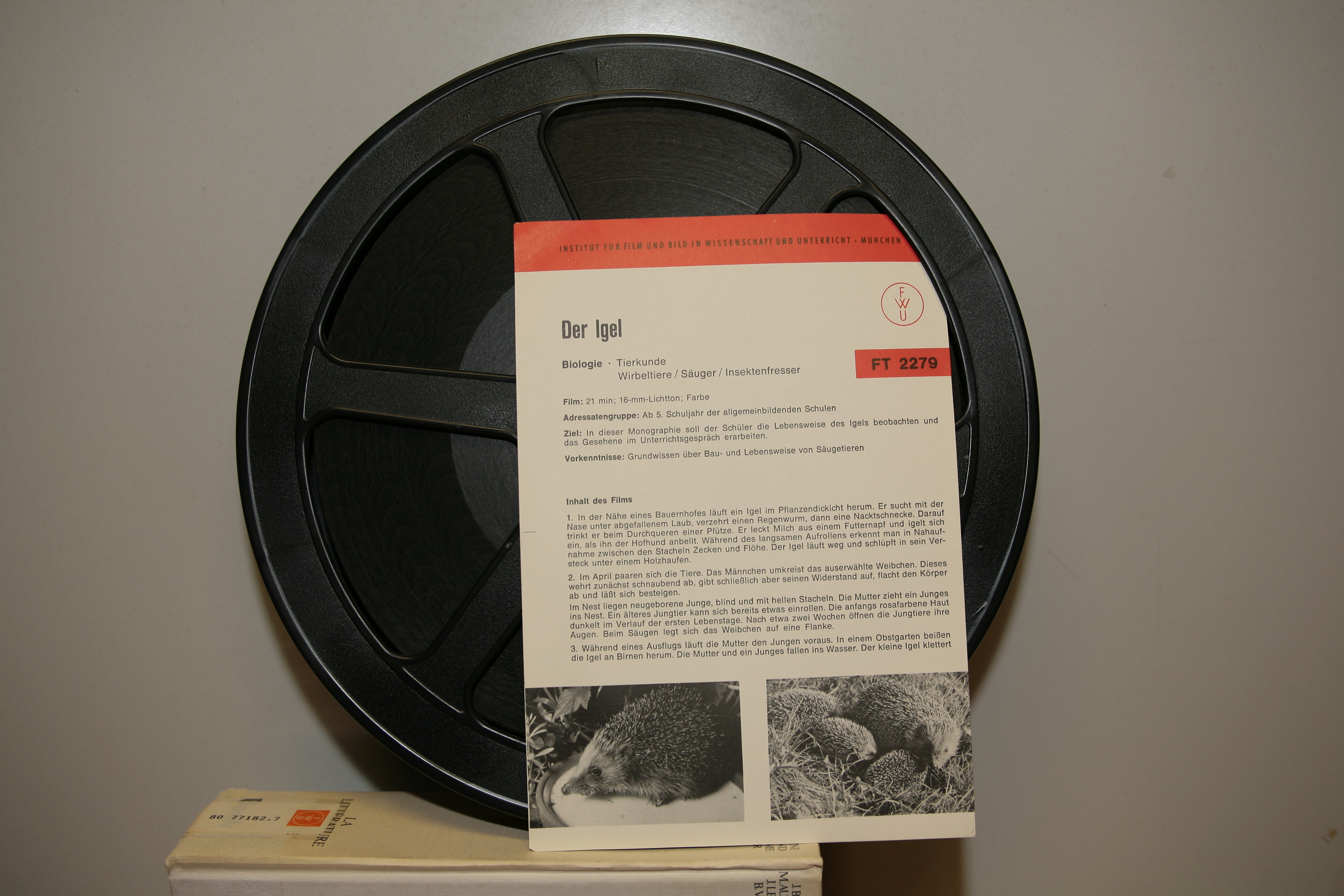
Einer der ganz frühen 16-mm-Filme des FWU: Der Igel

- Innerhalb der ersten zehn Jahre werden vom FWU an die Landes-, Kreis- und Stadtbildstellen ausgeliefert:
  - 226.867 Filmkopien (davon 41.883 Tonfilmkopien und 3.000 in Farbe)
  - 228.103 Bildreihen (davon 28.090 in Farbe)
  - 17.039 Tonbänder
  - 2.000 Schallplatten

1968

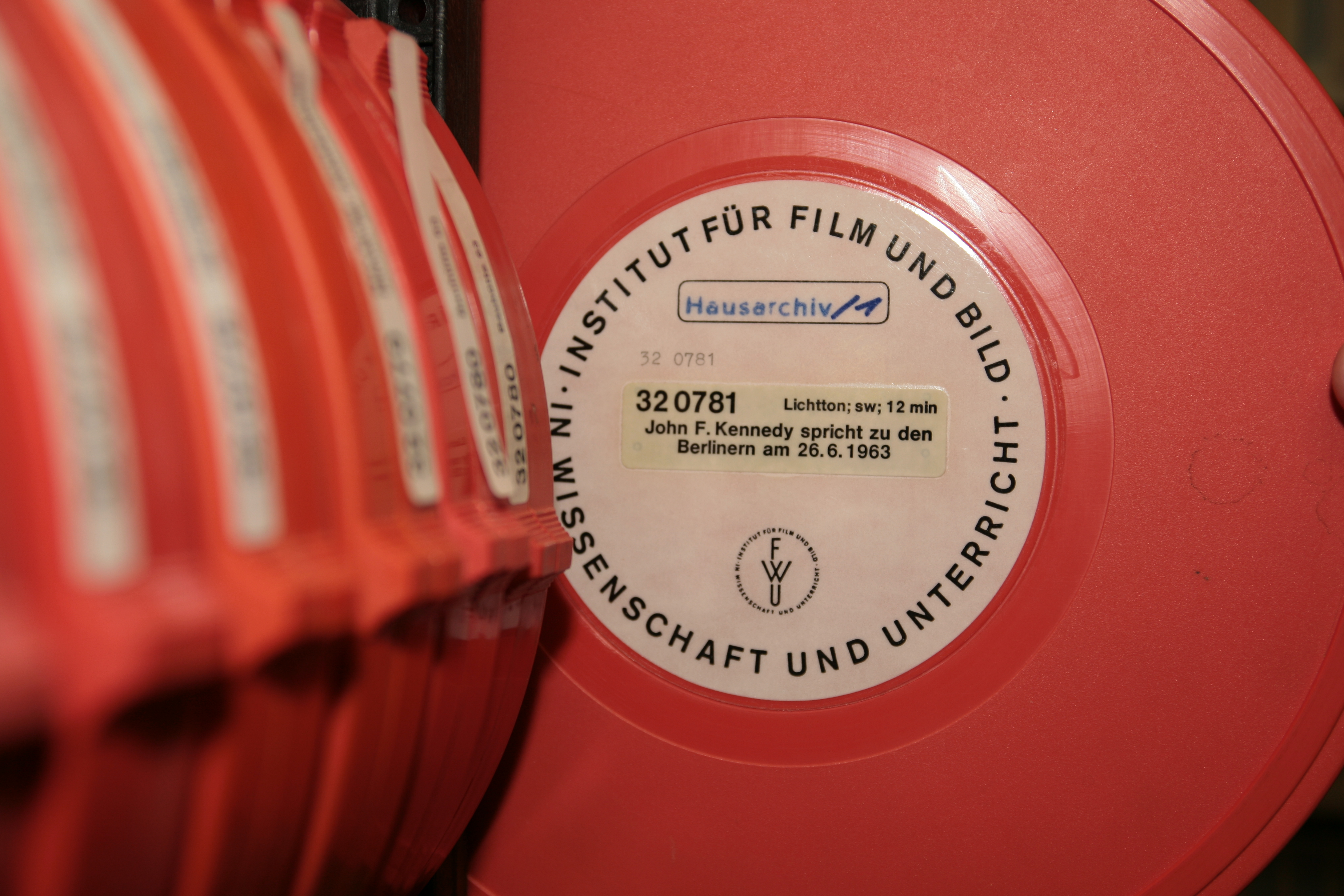
Eine Filmrolle des FWU

- Die 8-mm-Filmkassette kommt auf den Markt.

1969
- Erste Empfehlungen für Videorecorder

1970
- Erste gemeinsame Planung von Unterrichtsprogrammen mit den Rundfunkanstalten
- Entwicklung einer speziellen Konfektionierung der 8-mm-Filme des Instituts, die ein Abspielen auf Kassettenprojektoren wie auch auf herkömmlichen Projektoren ermöglicht

1971
- Die Aufgabenschwerpunkte in den 1970er Jahren liegen im Bereich Didaktische Theorie.
- Innerhalb des von der Bund-Länder-Kommission unterstützten Projektes „Auftragsproduktion Lehrsystem (APL)“ werden verstärkt auf Lehrerbildung zugeschnittene Unterrichtsdokumentationen (DU) produziert.
- Die Monatszeitschrift „Film Bild Ton“ erscheint ab Juli 1971 unter dem Namen „AV-Praxis“.

1974

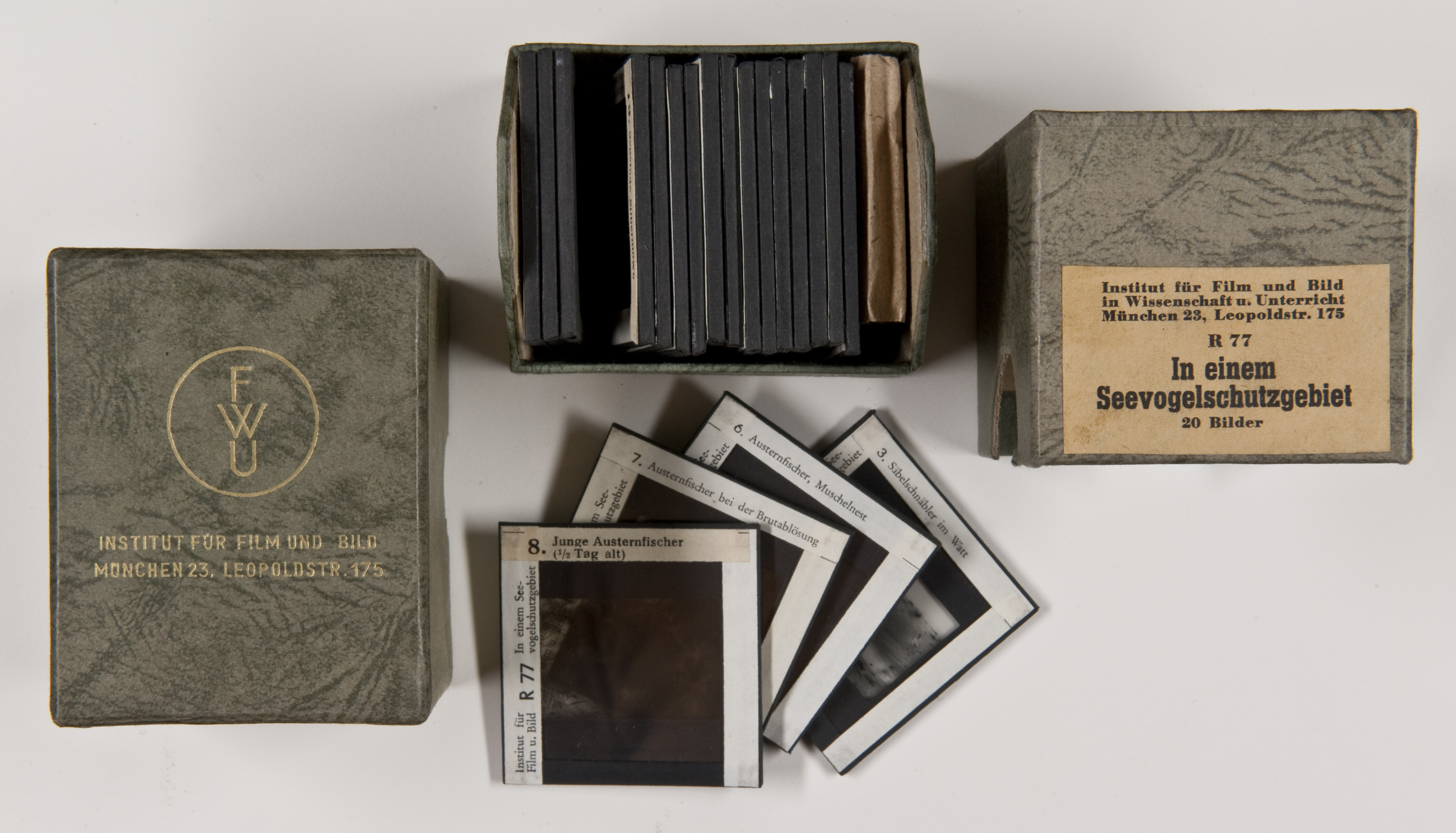
FWU Diaserie R77

- Erstmals werden Videobänder (VCR) und 8-mm-Tonfilme produziert.
- Für das Projekt AV-Mobil wird eine bewegliche Mediothek auf Basis eines Lastzugs entwickelt. Das AV-Mobil ist mit allen gängigen Vorführgeräten ausgestattet und kann als variabler Vorführraum für bis zu 30 Personen genutzt werden. Es wird zur Lehrerfortbildung und bei Messen eingesetzt.

1975
- Entwicklung eines AV-Medientisches mit integriertem 8-mm-Stummfilmprojektor, Dia-Magazinprojektor, Kassettentonbandgerät und beleuchteter Opalplatte zur Betrachtung von Arbeitstransparenten (Overhead)

1976
- Auslieferung der ersten Arbeitstransparentreihen
- Eine von der Kultusministerkonferenz in Auftrag gegebene Überprüfung von FWU und IWF führt zur Bestätigung beider Institute, mit der Auflage, enger zu kooperieren und die Produktionen aufeinander abzustimmen.

1977
- Kooperation mit dem ZDF innerhalb der Fernsehreihe „Studienprogramm Chemie“
- In Zusammenarbeit mit Radio France entsteht die Tonbandreihe „Au micro“ für den Französischunterricht.

1980

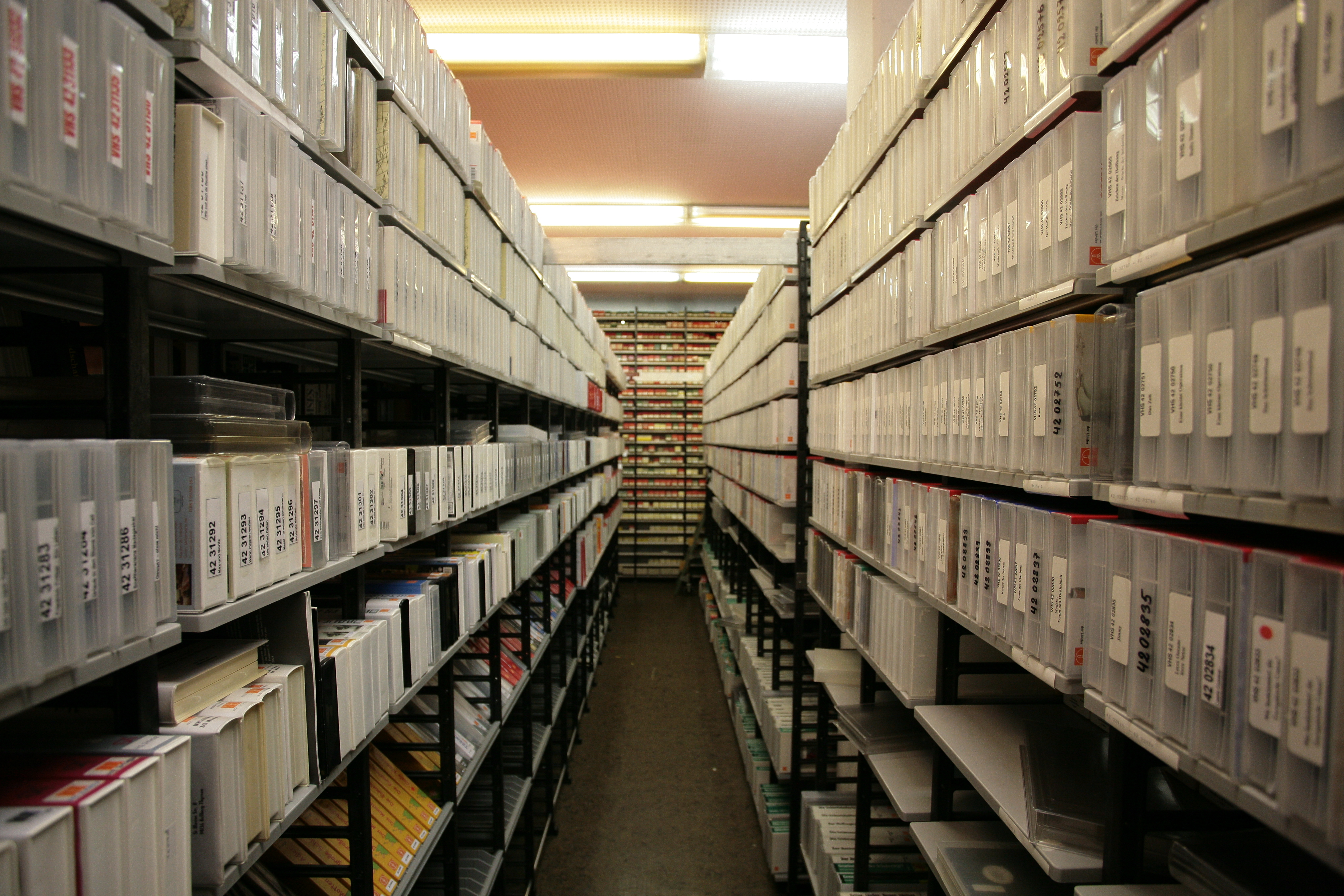
Ein Blick ins Archiv des FWU

- Als zweites Videokassettensystem neben VCR wird das VHS-System als schulgeeignet empfohlen. VHS setzt sich später gegen konkurrierende Formate (Video 2000 und Betamax) durch.
- In den ersten 30 Jahren seines Bestehens wurden vom FWU AV-Medien im folgenden Umfang ausgeliefert:
  - 950.000 16-mm-Filme
  - 680.000 8-mm-Filme
  - 880.000 Diareihen
  - 300.000 Tonbänder
  - 100.000 Schallplatten
  - 25.000 sonstige AV-Medien

1987

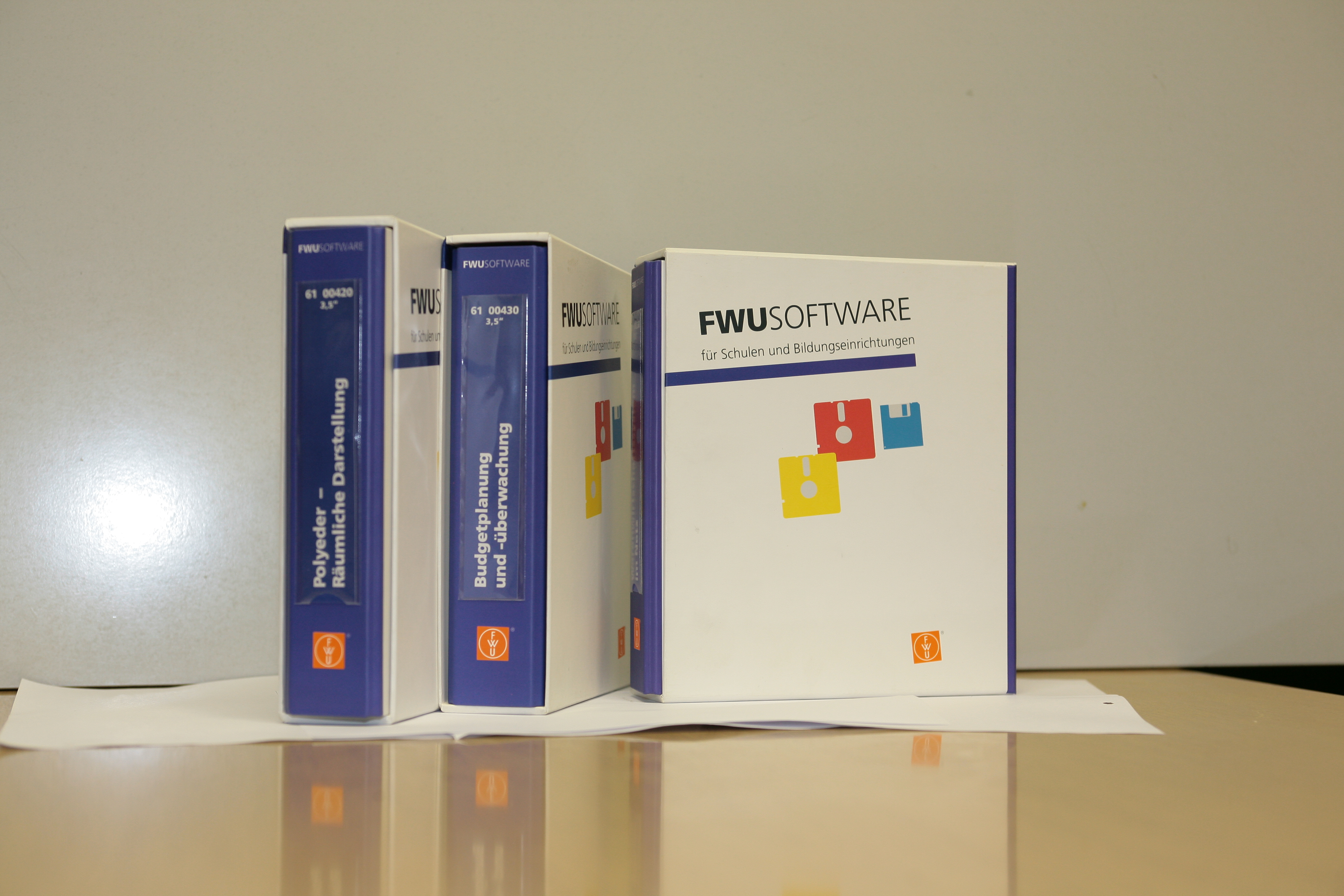
Computer-Software im Programm des FWU

- Erstmals wird Standard-Software innerhalb des FWU-Programms angeboten.
- Der Absatz von 16-mm-Filmen geht deutlich zurück, der Absatz von Videokassetten steigt um 50 Prozent.
- Die Produktion von 8-mm-Filmen wird eingestellt.

1989
- Umfirmierung in FWU Institut für Film und Bild in Wissenschaft und Unterricht, gemeinnützige Gesellschaft mit beschränkter Haftung.

1990
- FWU und Bildstellen unterstützen den Aufbau einer Infrastruktur zur Medienpädagogik in den neuen Bundesländern vielfältig.
- Auslieferung der ersten didaktischen Software-Programme („Der See“, „Ansteuerung von Schrittmotoren“)

1992
- Durchführung verschiedener regionaler und überregionaler Projekte in den neuen Bundesländern („Europa trifft Sachsen“) im Auftrag der Europäischen Gemeinschaft
- Der Film „Das Wasser – ein Rohstoff in Gefahr“ erhält den Deutschen Wirtschaftsfilmpreis 1992.

1993
- Die neuen Bundesländer treten der Gesellschaft bei.

1994
- Start des „Comenius-Projektes“ in Berlin, das erstmals Schulen auf Breitbandbasis miteinander vernetzt

1995
- BLK-Modellversuch „Schulischer Einsatz multimedialer interaktiver Systeme“ (SEMIS)

1996
- Auslieferung der ersten CD-ROM „Naturkatastrophen: Phänomene der Erde“

1997
- Einrichtung der FWU-Homepage

1998
- Das DFN-Projekt „Nutzung von Breitbandnetzen im Bildstellenverbund“ wird gemeinsam mit dem Fraunhofer-Institut für Software- und Systemtechnik und fünf Landesbildstellen/Medienzentren durchgeführt.
- Die Produktion von Diareihen wird wegen nachlassender Nachfrage eingestellt.

1999
- Als Pilotprojekt wird das erste didaktische DVD-Video „Der See“ herausgegeben.

2000
- Die Kultusministerkonferenz (KMK) überträgt dem FWU die Verantwortung für den Bereich „Schule“ innerhalb des Deutschen Bildungsservers (DBS). Hier arbeitet es eng mit der Humboldt-Universität und dem Leibniz-Institut für Bildungsforschung und Bildungsinformation (vormals Deutsches Institut für internationale Pädagogische Forschung) zusammen.
- Die Kultusministerkonferenz (KMK) hat das FWU als Anlaufstelle zur OECD wie auch zum europäischen Schulnetz ausgewählt.[3]

2001
- DBS (Deutscher Bildungsserver): Das FWU entwickelt ein Subportal für den Bereich Schule.

2002
- Die CD-ROM „Kinderbrauser [sic!] – Einführung ins Internet für Klasse 3 bis 6“ erhält den Deutschen Multimedia Award 2002.[4]

2004
- AG MEDOK (Arbeitsgemeinschaft Mediendokumentation und -distribution).[5] Das FWU als Koordinator in Zusammenarbeit mit den medienpädagogischen Landesinstituten führt die Entwicklung und Pflege eines in ganz Deutschland benutzten Standards für Metadaten von Bildungsmedien fort.

2005
- Der SODIS Content Pool wird als Weiterentwicklung der Metadaten-Services für „klassische“ AV-Medien („Datenbank Bildungsmedien“) und für Bildungssoftware („SODIS“) als größte Datenbank für Medieninformationen über – oftmals frei verfügbare – bildungsrelevante Medien aufgebaut.

2010
- FWU und Siemens Stiftung schließen eine Bildungskooperation. Seitdem können mehr als 1.900 Medien der Stiftung auch über das Bildungsangebot des FWU gefunden werden.

2011
- Die FWU-Mediathek geht an den Start. Mit der feierlichen Inbetriebnahme durch den damaligen bayerischen Kultusstaatssekretär Marcel Huber beginnt eine neue Ära.[6]
- Die FWU-Mediathek wird von der Gesellschaft für Pädagogik und Information e. V. als „beispielhaftes didaktisches Multimediaprodukt“ bezeichnet und mit der Comenius EduMedia-Medaille ausgezeichnet.[7]

2012
- Im Auftrag des Bayerischen Staatsministeriums für Bildung und Kultus, Wissenschaft und Kunst (und in Kooperation mit dem Staatsinstitut für Schulqualität und Bildungsforschung (ISB) in München und der Akademie für Lehrerfortbildung und Personalführung (ALP) in Dillingen) entwickelt das FWU das Internetportal Mebis, wodurch der Einsatz von digitalen Medien im Unterricht an bayerischen Schulen gefördert wird. Es umfasst ein Informationsportal, eine Mediathek, ein Prüfungsarchiv und eine Lernplattform.

2016
- Im Auftrag des Landes NRW erstellt das FWU das „BioBook“ – ein digitales Biologiebuch für die Jahrgangsstufen 5 und 6 am Gymnasium.[8]
- Auf der Bildungsmesse didacta 2016 wird das „BioBook“ mit dem Deutschen Bildungsmedienpreis „digita“ ausgezeichnet.[9]

2018
- Mit der „Einzellizenz für Lehrerinnen und Lehrer“ bietet das FWU nun auch eine Lösung für Lehrkräfte an. Mit Hilfe des FWU-Mediaplayers können Unterrichtsfilme gekauft und auch offline im Unterricht eingesetzt werden. Ebenso ist das Teilen des Videos mittels QR-Code möglich – Schülerinnen und Schüler haben so 7 Tage lang Zugriff auf den Film.[10]

2025
- Die FWU übernimmt die Portale LEIFIphysik und LEIFIchemie.[11]

## Rezeption
Die älteren Lehrfilme des FWU, die auf Super 8 und 16-mm-Film ausgeliefert wurden, wecken bei vielen Menschen nostalgische Gefühle und Erinnerungen an ihre Schulzeit. Es gibt eine Sammler-Szene, die alte FWU-Filme sammelt.